# 朝鲜共产党
朝鲜共产党（朝鲜语：／），简称朝共，是朝鲜半岛历史上的一个共产主义政党。

## 背景
1922年12月20日，高丽共产党上海派与伊尔库茨克派代表共133人在上乌金斯克举行合并大会，未能达成一致。1922年底，共产国际对两派的共产党均不承认，令其自行解散；在海参崴设立共产国际远东部高丽局，干部有维经斯基、片山潜、韩明世、李东辉、郑在达等。
- 火曜派：前身是1922年初在京城府成立的无产者同志会。1923年7月在京城成立新思想研究会，成员有洪命熹、洪增植、金洛俊（金灿）、尹德炳、具然钦、李准泰、朴一秉、元友观等知识分子。1924年11月改名为“火曜会”（马克思的生日是星期二）。从上海归来的曹奉岩、朴宪永、金丹冾、林元根、赵东佑、金在凤、崔元泽、张时雨、金策、崔东范（李福林）等人也加入该会。1930年6月10日解散。
- ML派：ML系马克思、列宁的简称，前身是列宁主义同盟，后发展为高丽共产青年会。
- 上海派：1920年春，李东辉（韩国临时政府总理）、李翰荣、金立、金万谦、安秉赞、吕运亨、赵东佑、玄鼎健、朴镇淳、尹滋英、金河球等在维经斯基指导下成立共产主义小组。1921年1月成立高丽共产党。1923年前就在中国东北发展了几千人的组织。
- 伊尔库茨克派/伊市派：1921年5月，全俄韩人共产主义者在伊尔库茨克成立了另一个高丽共产党。中央委员有金哲勋、韩明世、崔高丽、安秉赞、柳东悦、金河锡等。大会结束后，安秉赞回到上海，与金万谦、吕运亨、赵东佑、张建相、康景善、蓸奉岩等协商组建了伊市派高丽共产党上海支部。被称为“金万谦一派”。还设立了以金丹冾、林元根、朴宪永为首的伊市派高丽共产青年会上海支部。
- 北风会：1923年初留学生在东京成立社会主义思想团体“北星会”。1924年11月在京城成立“北风会”。1925年1月北星会改称一月会。成员有金若水、安光泉等。
- 汉城[註 1]派：1920年成立的青年思想团体“汉城青年会”。有金思国、张德秀、金荣万、朴衡秉、崔昌益等。
- 汉上派/合作派：由汉城派与上海派融合。朱健、尹滋英、金一洙、金荣万。

## 简史
1925年4月17日，在共产国际直接指导下，19名各地代表在京城黄金町一丁目的“雅叙园”中餐馆召开朝鲜共产党第一次代表大会，宣布成立朝鲜共产党，选举金在凤、金若水、金灿、赵东佑、宋奉禹、郑云海、朱钟健等7人为中央执行委员，金在凤为中央责任书记，中央设立7个部：书记部、组织部、宣传部、人事部、劳农部、政治部、调查部。该党以马克思主义为理论基础，向工人、农民传播共产主义思想。其奋斗目标是赶走日本侵略者，实现民族独立，最终实现共产主义。同时成立“高丽共产青年中央总局”。该党积极领导工农运动，在该党的三年党史内朝鲜半岛总共发生工人罢工349起、农民抗租事件2267起。
1925年11月发生第一次搜捕朝共分子事件。
1926年2月由姜达永等组成第二届朝共中央执行委员会，以火曜派为主。1926年3月共产国际承认该党为朝鲜支部。1926年4月发生第二次朝鲜共产党大搜捕事件。朝鲜总督府实行高压恐怖政策，使该党的组织遭受严重破坏，活动困难。1926年初大部分骨干来到了上海和广东。
1926年5月13日在珠河县一面坡朝共满洲部改为满洲总局，驻宁安县宁古塔，责任书记崔奉岩，下设东满道局、南满道局、北满道局。
1926年9月以ML派安光泉、崔昌益为主组成第三届朝共中央执委会。内部斗争剧烈，连换五任责任书记。1926年12月6日召开第二次朝共代表大会。四一二事变后，被迫转移到中国东北活动。同时，该党内部出现了严重的派系斗争，包括：1928年2月第三次朝鲜共产党大搜捕事件。
1928年2月车今奉等ML派为主组成第四届朝共中央执委会。1928年7月第四次朝鲜共产党大搜捕事件。1928年秋，该党正式成为共产国际的一个支部。
这些派系不仅在思想上分裂，在组织上也是各自为政。1927年10月“第一次间岛共产党大搜捕事件”（朝鲜共产党满洲总局东满道干部事件），满洲总局被日本警察破获。1927年11月金灿、李东山等在宁安县东京城设立设立满洲总局。1928年8月以ML派为主的第四届朝共中央被破坏，朝鲜共产党满洲总局成为实际上最高领导机关。朝共以反对日本帝国主义及其帮凶为目标的民族解放斗争，在华的满洲总局不敢损害中国军阀、地主、买办资产阶级的利益。
鉴于以上情况，1928年12月10日，共产国际作出决议不承认现存朝鲜共产党的任何一派，要求他们重新建立一个统一的朝鲜共产党。

### 共产国际五大
1929年6月刘少奇赴任满洲省委书记，就有“解决朝鲜党的派别问题”“帮助朝鲜在满洲重新建党”两项任务。满洲省委设“朝鲜工作委员会”、少数民族运动委员会。1930年5月18日共产国际东方书记处朝鲜委员会决定分散在日本、中国和苏联等地的朝共党员，根据共产国际五大制定的“一国一党”原则，以个人资格加入了侨居国的共产党，在参加侨居国革命的同时继续从事反日复国活动。
1930年6月20日，共产国际东方书记处要求汉上派的朝共重建筹备委员会解散，在中国境内的所有组织关系、机构、资金移交给中共。
1930年6月24日发布宣言，宣布解散重建朝共组织，成立“在满朝鲜人共产主义者同盟”。6月29日，中共中央指示满洲省委，韩国同志只能以个人身份不能以派别和团体形式转入中共；组织上没有任何特殊待遇，即使纯由韩人组成的支部也必须在地方党委领导下；要特别警惕有人把朝共派系斗争引入中共，有派系斗争倾向的人绝不许入党，已加入者必须开除。7月初，汉上派满洲总局解散。8月，“在满朝鲜人共产主义者同盟”宣布解散。少数朝共党员如尹滋英、金一洙返回日本殖民统治下的朝鲜，从事反日复国斗争。此后，虽然朝鲜共产党没有统一的领导机构，但该党仍以各种党小组的形式继续存在。据周保中回忆，三十年代初东北基层县委区委书记基本都是朝鲜同志担任。满洲省委所属党员，1929年只有254人，1930年猛增到893人，1931年达2132人。
1931年3月20日汉上派的朝共重建筹备委员会正式解散。
九一八事变后，1932年春至1934年春，中国东北在中共领导下的18支反日游击队及其所在地区的党组织，绝大部分成员是朝鲜同志。力量最为雄厚的东满地区，党团组织和群众组织中“95%是韩国同志”。1934年底中共领导的东北抗日游击队中十分之九是朝鲜同志。
1932年至1935年发生了东满特委的“反民生团”事件，对党内、军内的朝鲜干部战士审查、清洗，约有560人被捕，其中430人被处死，包括25名特委和县委干部。军、师级机关全部换成中国籍干部，基层部队把中国人和高丽人分开编制。激起了朝鲜党员与共产国际的强烈不满。
1935年11月2日，参加共产国际七大的吉东特委书记杨松撰文批判对民生团的态度，认为不能把民生团看成日本的“走狗团体”、“侦探奸细机关”，应把其少数反动上层领导人与广大基层群众分开。1936年2月，反民生团正式停止，但朝共派别纷争期的领导群体已被肃清，东北党内军内的朝鲜领导人已经换了一代人如金日成、李红光、金策、李学福、韩浩、李敏焕、姜信泰、李东光（李相俊）、刘佐健、全光（吴成仑）、冯健英、权永碧、许亨植（李熙山）、张福林等。周保中回忆，共产国际七大决定在东北抗日救亡的朝鲜人组建为“朝鲜（人）祖国光复会”和朝鲜部队单独编为“朝鲜人民(革命)军”。中共党组织立即接受了共产国际的决定。但由于残酷的战争环境，组建独立的朝鲜党团和军队的条件不具备，这些主张只能停留在口号上。“朝鲜祖国光复会”1936年6月宣布成立，在中共党组织领导下，1938年惠山逮捕事件后就名存实亡。
在第二次世界大战结束前夕，朝鲜共产主义者在没有统一的党组织领导下，分成了以朴宪永为首的原朝鲜共产党再建派（火曜派）、以李承烨等为首的原朝鲜共产党汉城派（长安派）、以玄俊赫为首的原朝鲜共产党国内派关西集团、以朱宁河为首的原朝鲜共产党国内派关北集团、以金枓奉为首的延安派、以许嘉谊为首的苏联派和以金日成为首的游击队派。
第二次世界大战结束后的1945年9月8日，以朝鲜共产党元老朴宪永为核心的朝鲜共产党人重建了朝鲜共产党中央委员会，朴宪永被推选为党中央责任书记（朴宪永、金日成、李舟河、武亭、姜进、李承烨、权五稷等人加入政治局）。
1945年10月10日—13日，在平壤举行了朝鲜共产党西北部五道的负责人和积极分子会议，大会决定成立朝鲜共产党北朝鲜分局。朝鲜共产党北朝鲜分局于10月13日在平壤设立，金镕范任责任书记，武亭、吴琪燮任第二书记。10月23日，首尔的朝鲜共产党中央承认了北朝鲜分局的成立。尽管北朝鲜分局名义上接受朝鲜共产党中央领导，实际上为苏联军事占领当局及其代理人金日成所控制。
1946年6月，朝鲜共产党北朝鲜分局改称北朝鲜共产党，成为完全独立的政党；同年7月，北朝鲜共产党与朝鲜新民党合并为北朝鲜劳动党。
1946年11月23日，朝鲜共产党、朝鲜人民党与南朝鲜新民党合并为南朝鲜劳动党，许宪任党中央委员会委员长，朴宪永、李基锡任党中央委员会副委员长。朝共自此名义上不复存在。 

## 后续机构
1948年8月，南朝鲜劳动党和北朝鲜劳动党联合建立了以金日成为首的南北朝鲜劳动党联合中央委员会。
1949年6月27日—30日，南朝鲜劳动党和北朝鲜劳动党最终合并为存续至今的朝鲜劳动党。